# Bahnstrecke Hultsfred–Västervik
| Bahnhof Hultsfred |                             |                                             |                                             |
| Streckenlänge: | 71 km                       |                                             |                                             |
| Spurweite: | 891 mm (schwed. 3-Fuß-Spur) |                                             |                                             |
| Streckengeschwindigkeit: | 80 km/h                     |                                             |                                             |
| |                             |                                             |                                             |
| \| \| \| Bahnstrecke Växjö–Åseda–Hultsfred von Åseda \| \| \| \| \| Bahnstrecke Nässjö–Oskarshamn von Berga \| \| \| \| 66,2 \| Hultsfred \| Hultsfred \| \| \| \| Bahnstrecke Nässjö–Oskarshamn nach Nässjö \| \| \| \| \| Stångådalsbanan nach Linköping \| \| \| \| 64,6 \| Hultsfreds hembygdspark \| Hultsfreds hembygdspark \| \| \| \| Kloster \| \| \| \| \| Kristinebergsbadet \| \| \| \| 60,8 \| Gnötteln \| Gnötteln \| \| \| 55,9 \| Vena (früher Bhf., bis 1906 Hvena) \| Vena (früher Bhf., bis 1906 Hvena) \| \| \| 48,509 \| Väderum (früher Bhf.) \| Väderum (früher Bhf.) \| \| \| 43,2 \| Tuna \| Tuna \| \| \| \| Vimmerby–Spångenäs Järnväg von Vimmerby \| 1906–1958 \| \| \| 40,5 \| Spångenäs (ab 1906) \| Spångenäs (ab 1906) \| \| \| 038,6 \| Blägda \| Blägda \| \| \| \| \| \| \| \| 2,7 \| Yxern \| Yxern \| \| \| \| Yxern (Hafen) \| \| \| \| 34,6 \| Totebo \| Totebo \| \| \| \| Toteboån \| \| \| \| 29,1 \| Hjorted (früher Bhf.) \| Hjorted (früher Bhf.) \| \| \| 26,3 \| Bresefall (auch Bresfall, bis 1915) \| Bresefall (auch Bresfall, bis 1915) \| \| \| 24,2 \| Fagersand (ab 1944) \| Fagersand (ab 1944) \| \| \| 23,8 \| Långsjön \| Långsjön \| \| \| \| Långsjön \| \| \| \| (22,4) \| Ankarsrums hamn \| Ankarsrums hamn \| \| \| \| \| \| \| \| \| Ankarsrums bruk \| \| \| \| 21,2 \| Ankarsrum \| Ankarsrum \| \| \| 15,8 \| Tjursbo (ab 1944) \| Tjursbo (ab 1944) \| \| \| 13,3 \| Fårhult (früher Bhf.) \| Fårhult (früher Bhf.) \| \| \| 9,1 \| Valstad \| Valstad \| \| \| 7,9 \| Gunnebobruk \| Gunnebobruk \| \| \| 7,1 \| Verkebäck \| Verkebäck \| \| \| \| Tjustbana von Åtvidaberg \| \| \| \| 0114,3 \| Jenny \| Jenny \| \| \| \| Dreischienengleis \| \| \| \| 118,0 \| Tjustskolan \| Tjustskolan \| \| \| 118,8 \| Västervik \| Västervik \| \| \| \| \| \| \| Quellen: [1][2][3] \| \| \| \| |                             |                                             |                                             |
| Strecke |                             | Bahnstrecke Växjö–Åseda–Hultsfred von Åseda | Bahnstrecke Växjö–Åseda–Hultsfred von Åseda |
| Strecke · Strecke |                             | Bahnstrecke Nässjö–Oskarshamn von Berga     | Bahnstrecke Nässjö–Oskarshamn von Berga     |
| Bahnhof · Bahnhof | 66,2                        | Hultsfred                                   | Hultsfred                                   |
| Strecke · Abzweig geradeaus und nach links |                             | Bahnstrecke Nässjö–Oskarshamn nach Nässjö   | Bahnstrecke Nässjö–Oskarshamn nach Nässjö   |
| Strecke · Strecke nach links |                             | Stångådalsbanan nach Linköping              | Stångådalsbanan nach Linköping              |
| Haltepunkt / Haltestelle | 64,6                        | Hultsfreds hembygdspark                     | Hultsfreds hembygdspark                     |
| Haltepunkt / Haltestelle |                             | Kloster                                     | Kloster                                     |
| Haltepunkt / Haltestelle |                             | Kristinebergsbadet                          | Kristinebergsbadet                          |
| Haltepunkt / Haltestelle | 60,8                        | Gnötteln                                    | Gnötteln                                    |
| Haltepunkt / Haltestelle | 55,9                        | Vena (früher Bhf., bis 1906 Hvena)          | Vena (früher Bhf., bis 1906 Hvena)          |
| Haltepunkt / Haltestelle | 48,509                      | Väderum (früher Bhf.)                       | Väderum (früher Bhf.)                       |
| Bahnhof | 43,2                        | Tuna                                        | Tuna                                        |
| Abzweig geradeaus und ehemals von links |                             | Vimmerby–Spångenäs Järnväg von Vimmerby     | 1906–1958                                   |
| Bahnhof | 40,5                        | Spångenäs (ab 1906)                         | Spångenäs (ab 1906)                         |
| Bahnhof | 038,6                       | Blägda                                      | Blägda                                      |
| Abzweig geradeaus und ehemals nach links · Strecke von rechts (außer Betrieb) |                             |                                             |                                             |
| Strecke · Bahnhof (Strecke außer Betrieb) | 2,7                         | Yxern                                       | Yxern                                       |
| Strecke · Kopfbahnhof Streckenende (Strecke außer Betrieb) |                             | Yxern (Hafen)                               | Yxern (Hafen)                               |
| Bahnhof | 34,6                        | Totebo                                      | Totebo                                      |
| Brücke über Wasserlauf |                             | Toteboån                                    | Toteboån                                    |
| Haltepunkt / Haltestelle | 29,1                        | Hjorted (früher Bhf.)                       | Hjorted (früher Bhf.)                       |
| ehemalige Blockstelle | 26,3                        | Bresefall (auch Bresfall, bis 1915)         | Bresefall (auch Bresfall, bis 1915)         |
| Haltepunkt / Haltestelle | 24,2                        | Fagersand (ab 1944)                         | Fagersand (ab 1944)                         |
| Haltepunkt / Haltestelle | 23,8                        | Långsjön                                    | Långsjön                                    |
| Brücke über Wasserlauf |                             | Långsjön                                    | Långsjön                                    |
| Betriebsstelle Streckenanfang (Strecke außer Betrieb) · Strecke | (22,4)                      | Ankarsrums hamn                             | Ankarsrums hamn                             |
| Strecke nach links (außer Betrieb) · Abzweig geradeaus und ehemals von rechts |                             |                                             |                                             |
| Abzweig geradeaus und ehemals von rechts |                             | Ankarsrums bruk                             | Ankarsrums bruk                             |
| Bahnhof | 21,2                        | Ankarsrum                                   | Ankarsrum                                   |
| Haltepunkt / Haltestelle | 15,8                        | Tjursbo (ab 1944)                           | Tjursbo (ab 1944)                           |
| Haltepunkt / Haltestelle | 13,3                        | Fårhult (früher Bhf.)                       | Fårhult (früher Bhf.)                       |
| Haltepunkt / Haltestelle | 9,1                         | Valstad                                     | Valstad                                     |
| ehemaliger Bahnhof | 7,9                         | Gunnebobruk                                 | Gunnebobruk                                 |
| Bahnhof | 7,1                         | Verkebäck                                   | Verkebäck                                   |
| Strecke · Strecke von links |                             | Tjustbana von Åtvidaberg                    | Tjustbana von Åtvidaberg                    |
| Haltepunkt / Haltestelle · ehemaliger Bahnhof | 0114,3                      | Jenny                                       | Jenny                                       |
| Strecke nach links · Abzweig geradeaus und von rechts |                             | Dreischienengleis                           | Dreischienengleis                           |
| Haltepunkt / Haltestelle | 118,0                       | Tjustskolan                                 | Tjustskolan                                 |
| Kopfbahnhof Streckenende | 118,8                       | Västervik                                   | Västervik                                   |
| |                             |                                             |                                             |
| Quellen: |                             |                                             |                                             |

Die Bahnstrecke Hultsfred–Västervik ist eine 1879 eröffnete Schmalspurbahn (Spurweite 891 mm entspr. drei schwedischen Fuß) in der schwedischen Provinz Kalmar län. Die 71 Kilometer lange Strecke verbindet den Ort Hultsfred mit der Hafenstadt Västervik. Der planmäßige Personenverkehr wurde 1984 stillgelegt. Seit 1987 findet mit Unterbrechungen Saison- und Museumsverkehr statt. Die Strecke war die letzte von der staatlichen Eisenbahngesellschaft SJ betriebene Schmalspurbahn und zugleich die erste schwedische Eisenbahnstrecke, die unter Denkmalschutz gestellt wurde.

## Geschichte

### Hultsfred-Westerviks Jernväg
Die Strecke wurde auf Initiative der Stadt Västervik von der Gesellschaft Hultsfred-Westerviks Jernväg (HWJ) erbaut und zwischen 1878 und 1879 in Abschnitten eröffnet. Hultsfred hatte bereits seit dem 11. November 1874 Bahnanschluss über die normalspurige Bahnstrecke Nässjö–Oskarshamn. Ebenfalls 1879 wurde eine zweite von Västervik ausgehende Schmalspurbahn über Åtvidaberg und Bersbo nach Norsholm an der Östra stambana eröffnet, welche von den Gesellschaften Norsholm-Bersbo Järnväg (NBJ) und Västervik-Åtvidaberg-Bersbo Järnväg (VÅBJ) betrieben wurde. Die beiden Strecken trafen beim Bahnhof Jenny wenige Kilometer vor Västervik zusammen.

### Hultsfred-Västervik-Åtvidaberg-Bersbo Järnväg
1914 wurde die Betreibergesellschaft HWJ von der VÅBJ übernommen. Die neue Gesellschaft firmierte unter dem Namen Hultsfred-Västervik-Åtvidaberg-Bersbo Järnväg.
Nach vielen Verzögerungen, ausgelöst unter anderem durch den Ausbruch des Ersten Weltkrieges, erreichte der Bau der von Växjö ausgehenden Bahnstrecke Växjö–Åseda–Hultsfred schließlich im Dezember 1922 Hultsfred. Damit entstand eine durchgehende schmalspurige Bahnverbindung zwischen Växjö und Västervik.

### Norsholm-Västervik-Hultsfreds Järnvägar
1924 wurde auch die NBJ übernommen, die Gesellschaft nannte sich nun Norsholm-Västervik-Hultsfreds Järnvägar (NVHJ).
Die Strecke Växjö–Hultsfred wurde wegen ihrer schlechten wirtschaftlichen Lage bereits 1941 verstaatlicht, 1949 folgte die Strecke Hultsfred–Västervik. Den Betrieb übernahm nun die staatliche schwedische Eisenbahngesellschaft Statens Järnvägar (SJ).
Zwischen 1959 und 1964 wurde die von Åtvidaberg nach Västervik führende Strecke auf Normalspur verbreitert. Da die von Hultsfred kommende Strecke nicht verbreitert wurde, wurde zwischen dem Anschlussbahnhof Jenny und Västervik ein Dreischienengleis verlegt.

### Bedeutung für den Kajakbau
Die Kajakwerft Vituddens Kanotvarv (VKV) in Västervik nutzte bis in die zweite Hälfte des 20. Jahrhunderts die Schmalspurbahn zur Auslieferung ihrer Boote. Aufgrund der Transportbedingungen auf der Strecke Hultsfred–Västervik wurden Kajaks dort mit einer maximalen Länge von 520 cm gefertigt. Dieses Maß prägte die Bauweise und wurde später als Standardlänge für Rennkajaks in internationalen Wettbewerben übernommen.

## Bahnstrecke Blägda–Yxern
Yxern war der Endpunkt einer 2,7 km langen Nebenbahn vom Bahnhof Blägda an der Strecke Jenny–Hultsfred bis zur Südspitze des Yxern-Sees.
Auf dem See wurden mit Dampfschiffen sowohl Reisende als auch Güter befördert. Ein regelmäßiger Personenverkehr auf der Bahnstrecke fand nicht statt, in den 1920er Jahren wurde jedoch Personenverkehr mit Dampfzügen oder Motordraisinen durchgeführt. Die Strecke bestand zwischen 1879 und 1940.

## Stilllegung und Privatisierung
Am 19. August 1984 verkehrte der letzte Personenzug auf der Strecke. Der Güterverkehr zwischen Västervik und Gunnebobruk wurde weitergeführt, endete jedoch nach einer Entgleisung bei Rödsle am 13. Dezember 1985.
Nach Bekanntgabe der Stilllegungspläne hatte sich jedoch eine Initiative zur Rettung der Bahn gebildet. Eine Aktiengesellschaft namens Växjö-Hultsfred-Västerviks Järnväg (VHVJ) wurde gegründet, die im September 1986, wenige Wochen nach der Stilllegung des Gesamtverkehrs, die Strecke Växjö–Hultsfred–Jenny der SJ abkaufte. Die VHVJ führte überwiegend sommerlichen Touristenverkehr, zeitweise aber auch Schülerverkehr im Auftrag der Gemeinde Växjö durch.

## Konkurs
1992 ging die VHVJ in Konkurs. Die damalige schwedische Straßenbaubehörde Vägverket kaufte daraufhin aus der Konkursmasse den Abschnitt Verkebäck–Jenny, um ungehindert die hier verlaufende Europastraße E22 ausbauen zu können. Eine neu gegründete Gesellschaft namens Småländska Smalspåret AB (SMAB) übernahm den Streckenabschnitt Hultsfred–Totebo, eine andere Gesellschaft namens Förvaltnings AB Smålandsbanan den Abschnitt Totebo–Verkebäck. Auch nach dem Konkurs wurde noch sporadisch Sommerverkehr betrieben, insbesondere in Zusammenhang mit dem Hultsfredfestival.

## Unterbrechung und Wiederaufbau
1993 unterbrach Vägverket die Strecke zwischen Verkebäck und Jenny, im Zuge der Ausbauarbeiten an der E22. Gegen den Beschluss Vägverkets, hier die Bahnstrecke zu überbauen, anstatt eine Brücke zu errichten, wurde jedoch Einspruch erhoben und er wurde von der Regionalverwaltung aufgehoben. 1996 wurde der Abschnitt Totebo–Verkebäck später die gesamte Strecke unter Denkmalschutz gestellt. Gemeinsam konnten Regionalverwaltung und Denkmalschutzbehörde Riksantikvarieämbetet Vägverket schließlich dazu bewegen, die neue E22 doch über eine Brücke über die Bahnstrecke zu führen. Diese Brücke wurde im Jahr 2000 fertiggestellt, danach begann man, die gesamte Strecke wieder in einen befahrbaren Zustand zu versetzen. Parallel dazu baute die Gemeinde Västervik die 1993 abgerissenen Schmalspuranlagen im Bahnhof Västervik wieder auf. 2002 wurde die Verbindung zum Dreischienengleis nach Västervik wiederhergestellt und der Museumsbahnbetrieb wieder aufgenommen.

## Heutiger Betrieb
Seit 2003 führt der Verein Tjustbygdens Järnvägsförening jährlich zwischen etwa Mitte Juni und Anfang September Museumsfahrten mit historischen Schienenbussen des Typs YP sowie gelegentliche Sonderfahrten mit Dampfloks durch. In der Hauptsaison zwischen Anfang Juli und Mitte August fahren die Züge täglich, sonst dienstags, donnerstags und samstags.